# Čkalovskaja (metropolitana di San Pietroburgo)
La stazione di Čkalovskaja (in russo Чка́ловская?) è una stazione della metropolitana di San Pietroburgo, localizzata inizialmente sulla Linea 4 e destinata in seguito a far parte della Linea 5 inaugurata alla fine del 2008.
Progettata da Konstantinov, Bystrov e Larionov, aperta il 15 settembre 1997, ha preso il nome da un famoso aviatore russo, Valerij Čkalov; una sua statua è stata eretta all'entrata della stazione stessa.
Tutta la decorazione dell'edificio è dedicata al tema aviazione: il pavimento ricorda i segnali sulle piste d'atterraggio degli aeroporti, mentre le luci sembrano componenti dell'ANT-6: le lampade sulle scale mobili sono state progettate in modo da assomigliare a delle eliche.